# Pusť vsegda budět solnce

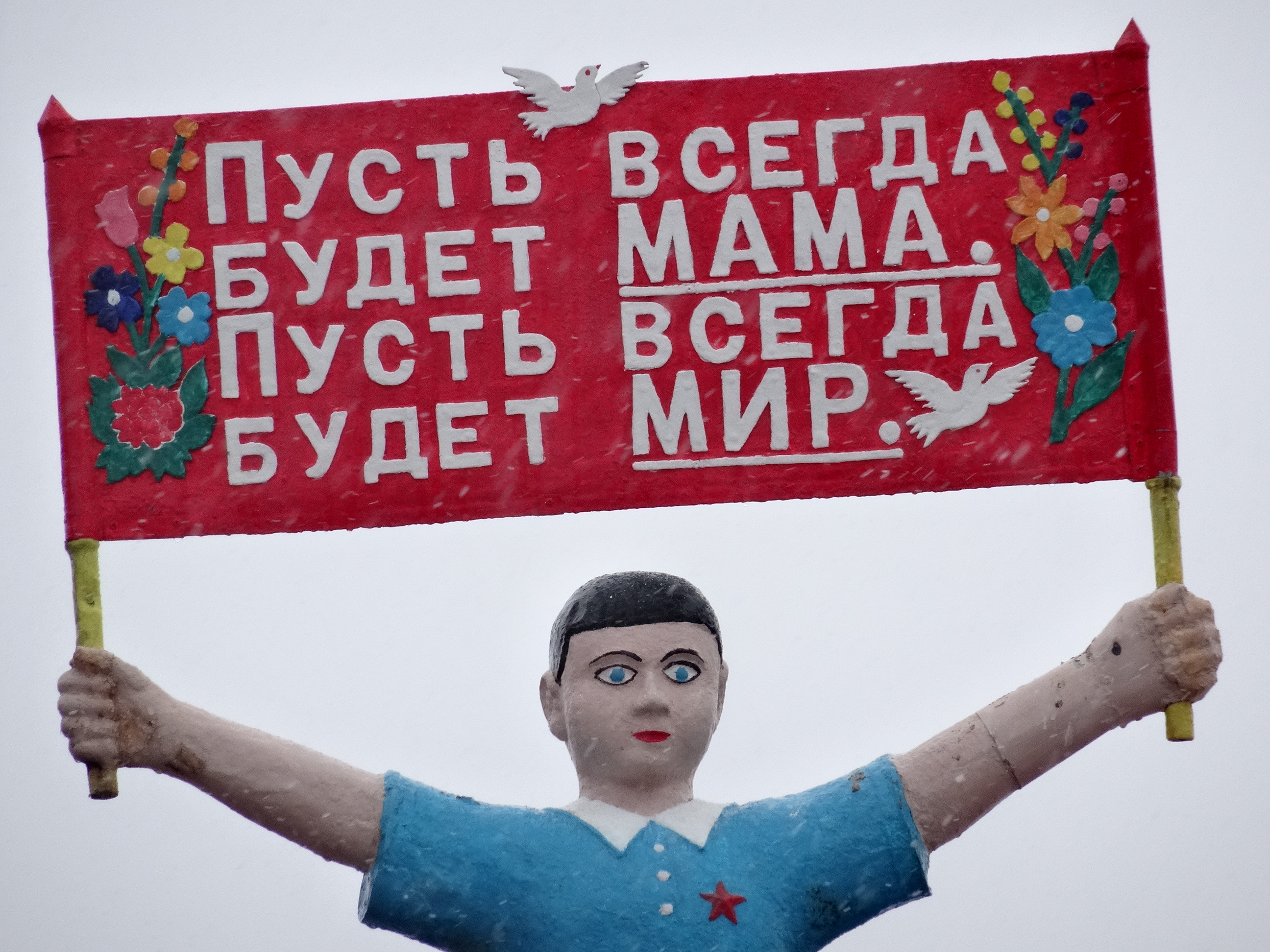
Figurka v ruské vesnici Kunara, která drží tabuli s textem podobným textu písně

Pusť vsegda budět solnce (Solněčnyj krug) je ruská píseň, kterou v roce 1962 složil Arkadij Ostrovskij (1914–1967). Text písně napsal Lev Ošanin. Spisovatel a nesmírně populární básník pro děti Korněj Čukovskij později napsal, že inspirací pro píseň byly čtyři řádky refrénu, které v roce 1928 napsal čtyřletý chlapec Kosťa Barannikov.

## Historie
Píseň poprvé zazpívala v červenci 1962 v rozhlasové show „Dobré ráno!“ (rusky С добрым утром!) Maja Kristalinskaja. V roce 1963 vystoupila s touto písní zpěvačka Tamara Miansarova na Mezinárodním hudebním festivalu v Sopotech v Polsku, kde získala první cenu, a okamžitě se stala populární po celém SSSR i v jiných zemích včetně zemí západního bloku. V zemích východního bloku byla píseň často zpívaná mladými pionýry v táborech, stejně jako v základních a mateřských školách.
K písni postupně vzniklo hned několik různých jazykových verzí:
- Americký folkový zpěvák Pete Seeger vytvořil anglickou verzi této písně pod názvem May There Always Be Sunshine, která se rychle uchytila jako píseň mezinárodního mírového hnutí.
- V NDR byla píseň známá jako Immer lebe die Sonne, německý text napsal textař a spisovatel dětských knih Manfred Streubel ve spolupráci se skladatelem Hansem Naumilkatem.[1]
- Česká verze s názvem Ať svítí slunce s textem Jiřího Aplta začíná slovy: „Ať si je déšť, ať si je mráz,...“.[2] Píseň byla vydána jako součást alba Hřej, sluníčko, hřej, které bylo vydáno v roce 1979 u příležitosti mezinárodního roku dítěte.[3]
- Estonskou verzi pod názvem Olgu jääv meile päike nazpíval v roce 1963 operní pěvec Georg Ots.
- Italskou verzi pod názvem Splende sempre il sole nazpívala také sovětská zpěvačka Tamara Miansarova, italskou verzi vydala v roce 1964.
- Švédská hudební skupina Hootenanny Singers a zpěvák Björn Ulvaeus vydali v roce 1964 píseň Gabrielle[4], se stejným hudebním provedením, ale zcela odlišným textem.
- Srbskou verzi pod názvem Neka uvek bude sunce nazpívali v roce 1965 skladatel Minja Subota a zpěvačka Anica Zubovićová.
- Finskou verzi pod názvem Olkoon aurinko aina vydala v roce 1972 finská/švédská zpěvačka Arja Saijonmaa ve svém albu Laula kanssani toveri spolu s několika socialistickými budovatelskými písněmi.
- Hebrejskou verzi אלוהים שמור על אמא‎ (Elohým šmor al ima) napsal Gidi Koren a v roce 1974 ji vydala a popularizovala skupina The Brothers and the Sisters. V hebrejštině vzniklo poté několik různých nahrávek různých autorů.
- Ukrajinský překlad Хай завжди буде сонце (Chaj zavždy bude sonce) napsal v roce 1975 Grigorij Bojko.[5]
- Norskou verzi Bare solen vil skinne vydal ve svém albu Fred z roku 1983 zpěvák Ivar Skippervold.
- Arménský zpěvák Harut Pambukchijan píseň nazpíval v roce 1988 pod názvem Թող լինի միշտ արև pro své album dětských písní Հայ բալիկներին.
- Vietnamskou verzi Hãy để mặt trời luôn chiếu sáng napsal hudebník Phong Nhã, v roce 1996 byla píseň nahrána filmovým studiem Phương Nam pro album 10 chàng tí hon.
- Čínský básník Xue Fan přeložil píseň do pevninské čínštiny pod názvem 愿世界永远有太阳 (Jüan š'-ťie jung-jüan jou tchaj-jang).[6]
- Polskou verzi Zawsze niech będzie słońce napsal básník Henryk Gaworski a nazpívalo jí hned několik zpěváků.

## Slova
| Text Солнечный круг, Небо вокруг – Это рисунок мальчишки. Нарисовал Он на листке И подписал в уголке: Ref.: Пусть всегда будет солнце! Пусть всегда будет небо! Пусть всегда будет мама! Пусть всегда буду я! Милый мой друг, Добрый мой друг, Людям так хочется мира. И в тридцать пять Сердце опять Не устаёт повторять: Ref.: Тише, солдат, Слышишь, солдат, - Люди пугаются взрывов. Тысячи глаз В небо глядят, Губы упрямо твердят: Ref.: Против беды, Против войны Встанем за наших мальчишек. Солнце – навек! Счастье – навек! – Так повелел человек. Ref.: | Fonetická verze Sólněčnyj krug, Něba vakrúg – Éta risúnok malčíški. Narysavál On na listkě I padpisál v ugaľkě: Ref.: Pusť vsigdá búdět sólnce! Pusť vsigdá búdět něba! Pusť vsigdá búdět máma! Pusť vsigdá búdu ja! Mílyj moj drug, Dóbryj moj drug, Ljúďam tak chóčetsa míra, I v trídcať pjať Sěrdce apjať, Ně ustajot pavtarjáť: Ref.: Tíše, saldát, Slýšiš, saldát, – Ljúdi pugájutsa vzrývov. Tysjači glaz V něba gljaďát, Guby uprjámo tvěrďát: Ref.: Prótiv bědy, Prótiv vajny Vstáněm za nášich malčíšěk. Sólnce – navěk! Sčásťje – navěk! – Tak pavělel čelavěk. Ref.: | Překlad textu Sluneční kruh, a okolo nebe, namaloval malý chlapeček. Nakreslil na list papíru, a do rohu napsal: Ref: Ať je navždy slunce, ať je navždy nebe, ať je navždy máma, ať jsem navždy já. Můj milý příteli, můj dobrý příteli, lidé si tak přejí mír. I v pětatřiceti, srdce stále, nepřestává opakovat: Ref.: Tiše vojáku, slyšíš vojáku, lidé se bojí výbuchů. Tisíce očí, hledí na nebe a rty stále opakují: Ref.: Proti bídě, proti válce, ochráníme naše chlapečky. Slunce - navždy! Štěstí - navždy. To je to, co chce lidstvo. Ref.: |